# Civray, Vienne
Civray är en kommun i departementet Vienne i regionen Nouvelle-Aquitaine i västra Frankrike. Kommunen ligger i kantonen Civray som tillhör arrondissementet Montmorillon. År 2022 hade Civray 2 543 invånare.

## Befolkningsutveckling
Antalet invånare i kommunen Civray
| Referens: INSEE |